# Techniques d'Avant Garde
TAG Group (Holdings) SA è una società lussemburghese di proprietà della famiglia arabo saudita Ojjeh dai molteplici campi d'azione.

## Storia
TAG fu fondata nel 1975 da Akram Ojjeh.
TAG Heuer è una sua sussidiaria nata nel 1985 quando TAG acquisì la Heuer, nota fabbrica di orologi specializzata in cronografi da corsa. Insieme hanno modernizzato la linea dei prodotti e sono diventati uno dei più grandi marchi di orologi svizzeri. TAG Heuer è stata separata dal resto del gruppo negli anni novanta e fu acquisita dalla LVMH nel 1999 per 740 milioni di  $.

## Attività

### Aviazione
TAG Aeronautics Ltd. è distributore degli aerei della Bombardier per il Medio Oriente.
TAG Aviation ha sede a Ginevra, in Svizzera, è fornitore di servizi aerei commerciali, voli charter, manutenzione, commercio di aeroplani. TAG Aviation USA, Inc. è una società di gestione di servizi aerei con sede a San Francisco. TAG è comproprietaria dell'AMI Jet Charter Company di San Francisco che detiene l'autorizzazione dell'FAA per operare negli USA. Alla fine del 2007 l'FAA ha revocato tale permesso all'AMI Jet Charters poiché aveva violato il regolamento sui controlli operativi. L'azienda opera adesso esclusivamente come broker di aeroplani.
TAG Farnborough Airport Ltd. è una sussidiaria della TAG Aviation che detiene una concessione per 99 anni sull'aeroporto di  Farnborough del Ministero della difesa britannico.

### Formula 1
TAG ha sponsorizzato la scuderia Williams nei primi anni ottanta e ha finanziato la realizzazione dei motori Porsche turbo per la McLaren International a metà degli anni ottanta, che sono stati chiamati TAG Porsche TTE PO1. Il rapporto con la McLaren continua tuttora, poiché il TAG Group detiene il 25% del Gruppo McLaren (mentre Ron Dennis e il gruppo Bahrain Mumtalakat Holding Company, fondo sovrano del Bahrein, detengono rispettivamente il 25% e il 50% delle azioni).

### Altro
Altri settori di attività includono le tecnologie avanzate e il settore immobiliare.